# World of Technology & Science
De World of Technology & Science (WoTS) is een vakbeurs voor technologie en wetenschap. De beurs wordt om de twee jaar georganiseerd door Federatie van Technologiebranches (FHI), Federatie Aandrijven en Automatiseren (FEDA) en Machevo & Bulk in de Jaarbeurs in Utrecht. De beursvloer is opgedeeld in vijf disciplines: Automation, Laboratory, Motion & Drives, Electronics en Industrial Processing. Elke editie wordt er per discipline een TechAward uitgereikt aan het bedrijf met de beste innovatie.

## Geschiedenis
De WoTS is in 2014 ontstaan door het samenvoegen van drie beurzen: HET Instrument, Aandrijftechniek en Industrial Processing. In eerste instantie werd de beurs enkel georganiseerd door FHI en FEDA.
In 2016 werd de WoTS samen met de beurs Industrial Processing van Machevo & Bulk gehouden in de Jaarbeurs. Vanaf 2022 is de beurs Industrial Processing onderdeel van de WoTS.
In 2020 werd er geen beurs gehouden, vanwege de coronapandemie. In eerste instantie werd de beurs verplaatst naar 2021, waarna deze nogmaals werd doorgeschoven naar 2022.